# Josué Jéhouda
Josué Jéhouda, né Koldriansky en Russie le 19 mars 1892 et mort le 19 mars 1966 à Genève, a été un militant sioniste suisse, écrivain et journaliste de langue française, Juif né en Russie.

## Biographie
Né Koldriansky, il combat dans la  lre légion juive pendant la Première Guerre mondiale, et a travaillé au sein du comité sioniste à Zurich jusqu'à la Déclaration Balfour de 1917. Il fonde et assure la rédaction de la Revue juive de Genève, « vers une synthèse moderne de la pensée d'Israël, organe mensuel de liaison internationale ».
En 1947, il fait partie des délégués juifs à la conférence de Seelisberg.

## Publications
- Le royaume de justice : roman juif, Paris, Aux Éditions du Monde nouveau, 1923préface d’André Spire
- La terre promise, Paris, Rieder, coll. « Collection Judaïsme », 1925
- La tragédie d'Israël. Tome 1: De père en fils, Paris, Grasset, 1927
- La tragédie d'Israël. Tome 2: Miriam, Paris, Grasset, 1928
- La famille Perlmutter. Paris, Éditions de la Nouvelle Revue Française, 1927,coécrit avec Panaït Istrati
- Les cinq étapes du judaïsme émancipé, Genève, Éditions Synthésis, 1942
- Histoire de la colonie juive de Genève 1843-1943, Genève, Éditions Synthésis, 1943
- Préface de  Morale juive et morale chrétienne d'Elie Benamozegh, La Baconnière, Boudry-Neuchâtel, 1946.
- La vocation d’Israël, Boudry-Neuchâtel, La Baconnière, 1948
- Le monothéisme, doctrine de l'unité, 1952
- Guglielmo Ferrero, Éditions Générales, 1954
- Sionisme et messianisme, Genève, Éditions Synthesis, 1954
- La leçon de l’histoire : Israël et la Chrétienté, Genève, Éditions Synthesis, 1956
- L'antisémitisme, miroir du monde, Genève, Éditions Synthesis, 1958
- Le marxisme face au monothéisme et au christianisme, Genève, Éditions Synthesis, 1962
- Témoignage et confrontations en vue de surmonter la crise du monde actuel par le renouvellement du sens du monothéisme, Genève, Éditions Synthesis, 1962